# Conchylodes
Conchylodes là một chi bướm đêm thuộc họ Crambidae.

## Các loài
- Conchylodes aquaticalis (Guenée, 1854)
- Conchylodes arcifera Hampson, 1912
- Conchylodes bryophilalis Hampson, 1899
- Conchylodes concinnalis Hampson, 1899
- Conchylodes diphteralis (Geyer in Hübner, 1832)
- Conchylodes erinalis (Walker, 1859)
- Conchylodes gammaphora Hampson, 1912
- Conchylodes graphialis (Schaus, 1912)
- Conchylodes hebraealis Guenée, 1854
- Conchylodes hedonialis (Walker, 1859)
- Conchylodes intricata Hampson, 1912
- Conchylodes nissenalis (Schaus, 1924)
- Conchylodes nolckenialis (Snellen, 1875)
- Conchylodes octonalis (Zeller, 1873)
- Conchylodes ovulalis (Guenée, 1854)
- Conchylodes platinalis (Guenée, 1854)
- Conchylodes salamisalis Druce, 1895
- Conchylodes stictiperalis Hampson, 1912
- Conchylodes terminipuncta Hampson, 1912
- Conchylodes vincentalis Schaus, 1924
- Conchylodes zebra (Sepp, 1850)